# Vestreno
Vestreno es una localidad italiana perteneciente al municipio de Valvarrone de la provincia de Lecco, región de Lombardía, con 291 habitantes.
Fue un municipio independiente hasta el 31 de diciembre de 2017, en que fue disuelto y pasó a formar parte del municipio de Valvarrone.

## Evolución demográfica
| Gráfica de evolución demográfica de Vestreno entre 1861 y 2001 |
|                                                                |
| Fuente ISTAT - elaboración gráfica de Wikipedia                |